# تیم ملی بسکتبال میانمار
تیم ملی بسکتبال میانمار نماینده میانمار در مسابقات بین‌المللی بسکتبال است. این تیم بالاترین سطح بسکتبال در کشور میانمار نیز هست. این تیم از سال ۱۹۴۹ به فیبا پیوست.